# Cetoscarus bicolor
Cetoscarus bicolor, anche conosciuto col nome di pesce pappagallo bicolore, è un pesce di acqua salata appartenente alla famiglia degli Scaridae ed è l'unico appartenente al genere Cetoscarus.

## Descrizione
È uno dei pesci pappagallo più grandi esistenti, dato che può raggiungere i 90 cm di lunghezza. Il suo corpo è di forma allungata, sia in età giovanile che in età adulta. L'unica eccezione tra i due stadi è il colore della livrea, infatti i giovani hanno corpo bianco con una grossa macchia arancione, mentre gli adulti hanno le squame di colori accesi tra il verde e il blu, con sfumature rosa. Alla nascita, come molti suoi parenti, sono tutti di genere femminile, per poi cambiare sesso nello stadio terminale. Da giovani sono spesso solitari, mentre da adulti i maschi diventano molto territoriali e formano degli harem.

## Dieta
Si nutre di alghe e di polipi, ai quali staccano dei pezzi con il becco per poi rilasciare sabbia.

## Distribuzione e habitat
Questo pesce è spesso associato alle barriere coralline tropicali, e può essere trovato in atolli e lagune fino a profondità di 30 m con acque di temperatura tra i 24-28 °C. Vive nell'Indo-Pacifico, in un'area che va dal mar Rosso alla Grande barriera corallina.

## Tassonomia
È l'unica specie del genere Cetoscarus. Alcuni scienziati tuttavia la dividono in due specie distinte: C. bicolor per la popolazione del mar Rosso e C. ocellatus per le restanti popolazioni.

## Acquariofilia
Nonostante sia una specie difficile da mantenere, a volte viene tenuta in acquario. Le difficoltà consistono nella dieta e nelle dimensioni.